# Svartmaskad skarv
Svartmaskad skarv (Phalacrocorax fuscescens) är en fågel i familjen skarvar inom ordningen sulfåglar. Den förekommer utmed södra Australiens kust inklusive Tasmanien.

## Utseende
Svartmaskad skarv är en medelstor (61–69 cm), svartvit skarv utan tofs. Den är lik den mer spridda arten australisk skarv, men har svart ansiktshud och strupsäck. Gränsen mellan den svarta hjässan och vita kinden går också nedanför ögat, inte ovanför. I flykten håller den huvud och hals lägre än australisk skarv och verkar därmed mer kutryggig.
Under parbildningen har den tätt med vita tråddun på baksidan av halsen, låren och övergumpen. Vintertid är den inte lika svart ovan och saknar tråddunen. Ungfågeln är brunare ovan och har gråaktiga kinder och brun ton på halsen och bröstets övre del. Jämfört med australisk skarv har den grå, ej gul, hud framför ögat och är mörkare på ansiktet och halsen.

## Utbredning och systematik
Fågeln förekommer i kustområden i södra Australien, på Tasmanien och på öar i Bass Strait. Den behandlas som monotypisk, det vill säga att den inte delas in i några underarter.
DNA-studier visar att svartmaskad skarv är systerart till den vidare spridda arten australisk skarv (Phalacrocorax varius). Tillsammans är de närmast släkt med artparet sotskarv (P. sulcirostris) och indisk skarv (P. fuscicollis).

### Skarvarnas släktskap
Skarvarnas taxonomi har varit omdiskuterad. Traditionellt har de placerats gruppen i ordningen pelikanfåglar (Pelecaniformes) men de har även placerats i ordningen storkfåglar (Ciconiiformes). Molekulära och morfologiska studier har dock visat att ordningen pelikanfåglar är parafyletisk. Därför har skarvarna flyttats till den nya ordningen sulfåglar (Suliformes) tillsammans med fregattfåglar, sulor och ormhalsfåglar.

## Levnadssätt
Svartmaskad skarv är helt havslevande och sällskaplig året runt. Den livnär sig huvudsakligen av fisk, som Gymnapistes marmoratus, Atherinidae och Clinidae. Fågeln häckar i kolonier, förmodligen mestadels mellan augusti och januari, men häckning har även konstaterats april–juni.

## Status och hot
Artens population har inte uppskattats och dess populationstrend är okänd, men utbredningsområdet är relativt stort. Internationella naturvårdsunionen IUCN anser inte att den är hotad och placerar den därför i kategorin livskraftig.

## Bilder

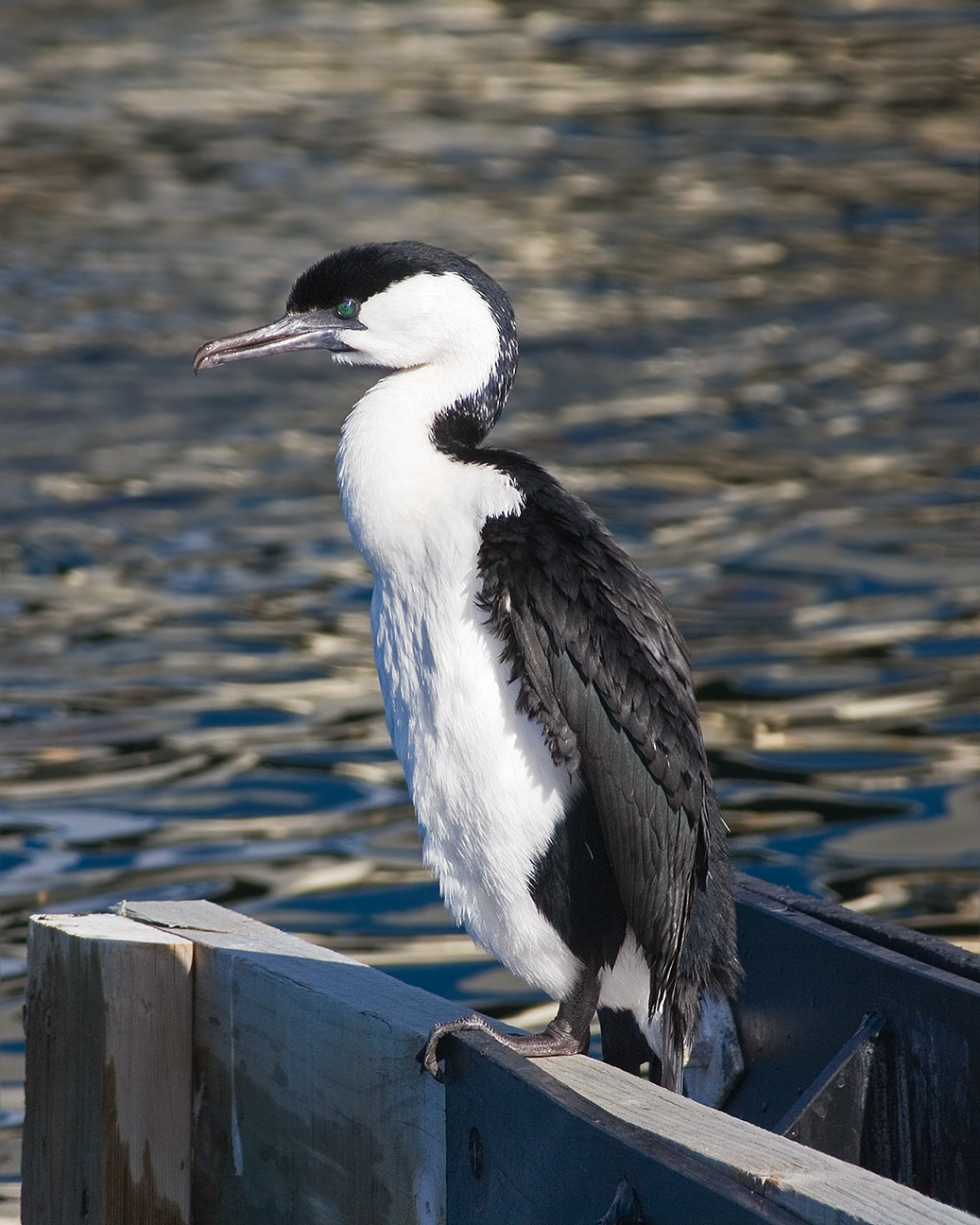
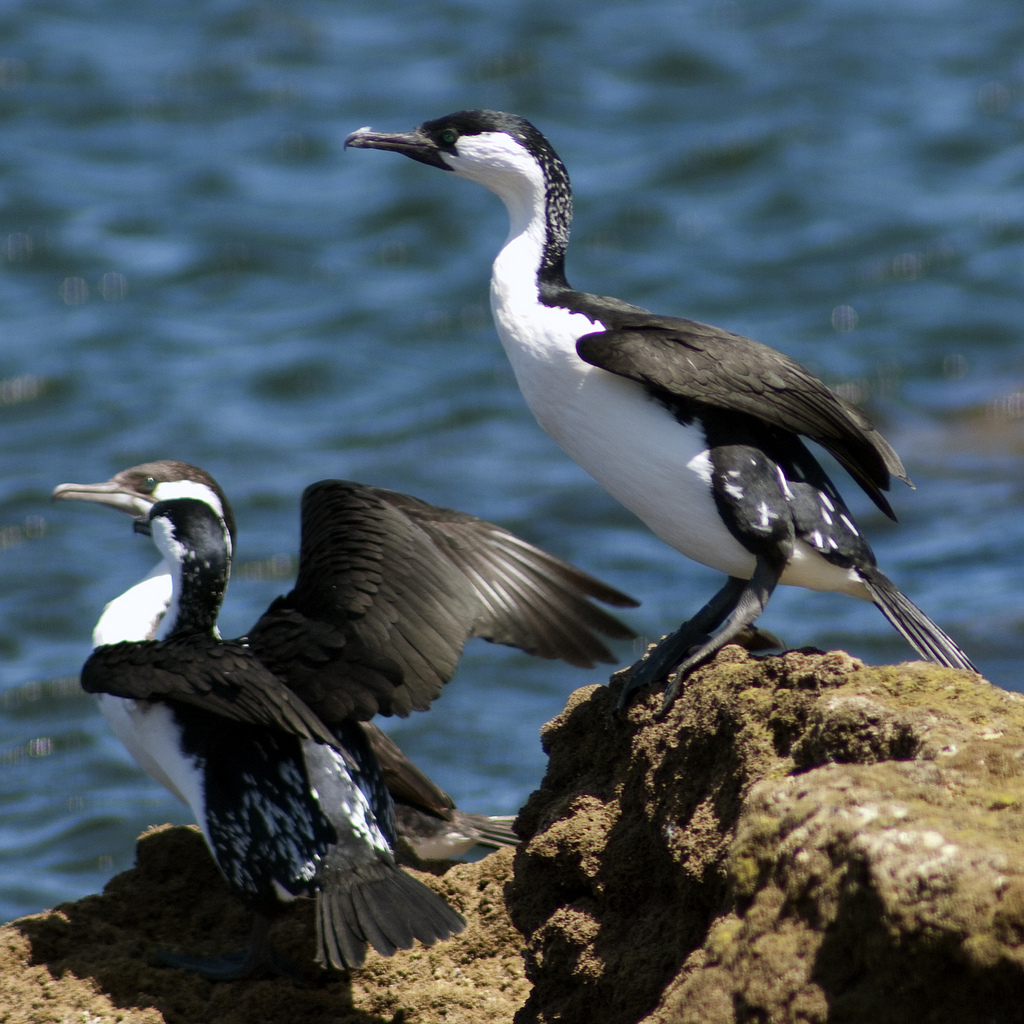
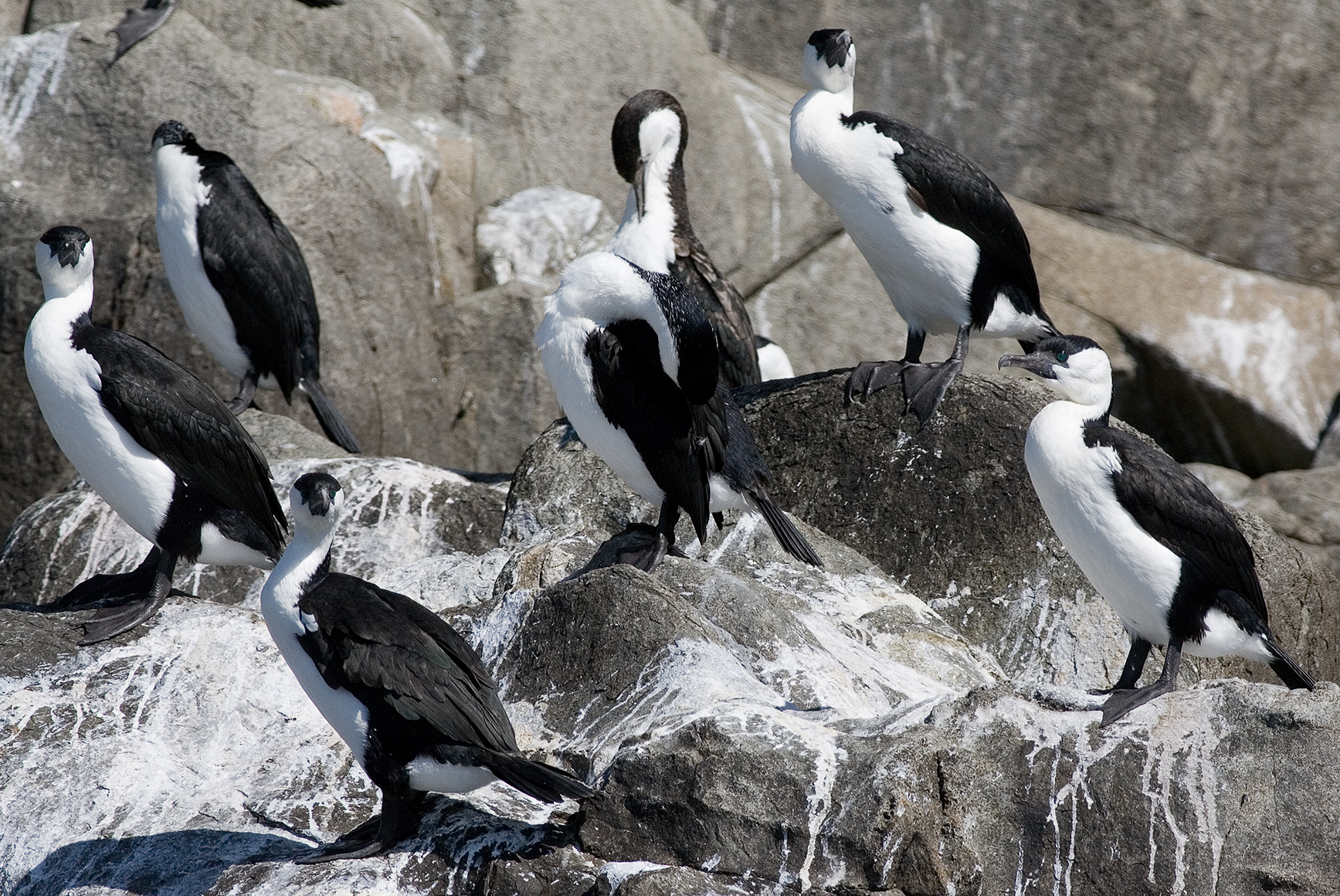
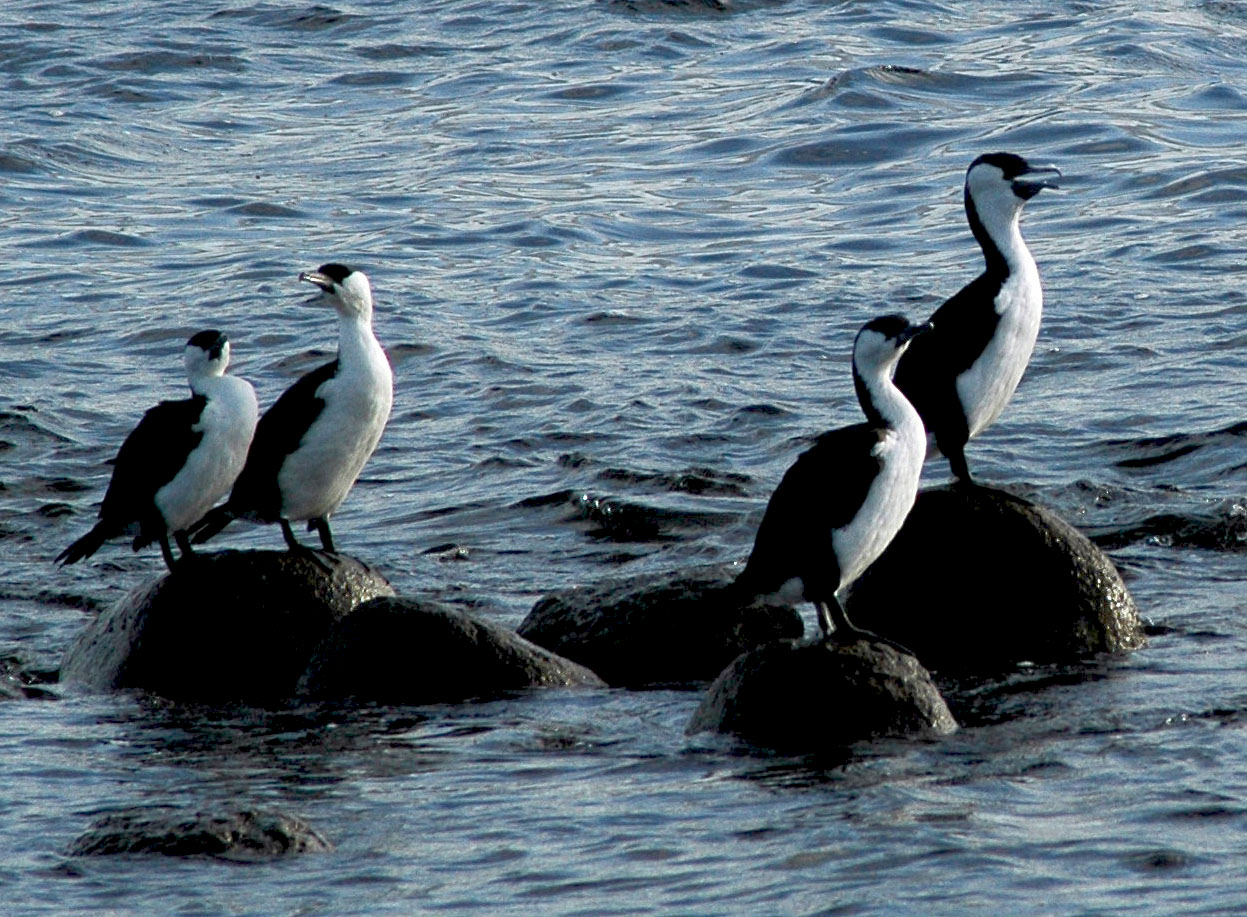